# Suc de la Blatte
Le suc de la Blatte est un sommet des monts du Cantal dans le Massif central.

## Géographie
Le suc de la Blatte est situé sur une ligne de crête entre le puy de la Tourte et le suc Gros, entre les communes du Falgoux et du Claux.

## Activités

### Protection environnementale
Le sommet est inclus dans le site Natura 2000 « Massif cantalien », dans la ZNIEFF de type 2 « Monts du Cantal », ainsi que dans la ZNIEFF de type 1 « Puy Mary ».

### Randonnée
La montagne est traversée par le sentier de grande randonnée 400.